# Alfred Robaut

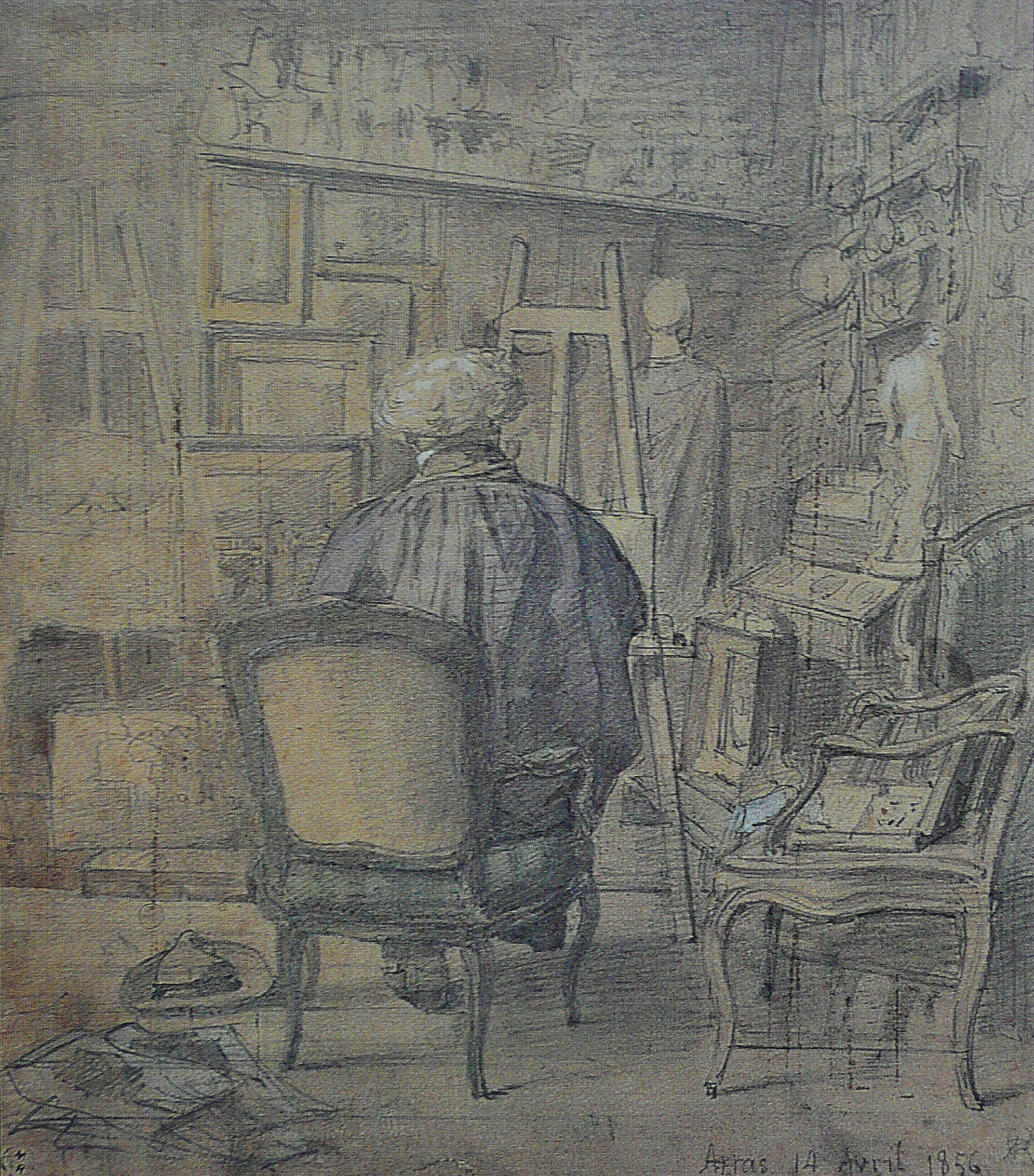
Corot dans l'atelier de Constant Dutilleux, musée des beaux-arts d'Arras

Alfred Robaut, né à Douai le 20 mai 1830, mort à Fontenay-sous-Bois le 8 avril 1909, est un dessinateur et graveur français.
Il est surtout connu comme l'auteur du premier catalogue d’œuvres d'Eugène Delacroix et de Jean-Baptiste Camille Corot, peintres auxquels il vouait une grande admiration.

## Biographie
Après de brèves études, Alfred Robaut entre dans l'imprimerie de son père à Douai. En 1853 il reprend l'imprimerie et épouse en 1852 Elisa Juliette Dutilleux, la fille aînée de Constant Dutilleux, lui-même peintre et ami de Delacroix et de Corot. Dessinateur et graveur, Alfred Robaut se consacre surtout à la gravure de reproduction. Il est également historien d'art et publie de nombreux articles.
À partir des années 1860, Robaut se consacre à la reproduction en fac-similé de dessins et d’autographes de Delacroix. Il amasse témoignages et documents sur la vie et l'œuvre de Corot et fait photographier par son beau-frère Charles Desavary un grand nombre de ses œuvres.
En 1870, Corot s'installe chez lui à Douai et y peint Le Beffroi de Douai.
Étienne Moreau-Nélaton achèvera le travail de rédaction du catalogue raisonné des œuvres de Corot.

## Publications
Avec Ernest Chesneau, L'Œuvre complet d'Eugène Delacroix : peintures, dessins, gravures, lithographies, sur us.archive.org, Paris, Charavay, 1855.

## Documentation
Une partie de ses  archives est conservée à l'Institut national d'histoire de l'art.